# Amphidelus sylphus
Amphidelus sylphus is een rondwormensoort uit de familie van de Alaimidae.